# Абелєнцев Василь Ісакович
Василь Ісакович Абелєнцев (1913 —1980) — український зоолог, теріолог, фахівець з кажанів та інших не великих ссавців, кандидат біологічних наук (1949), автор близько 50 наукових праць, зокрема двох монографій у серії «Фауна України» (1956, 1968), брав участь у створенні першого видання Червоної книги України (1980).

## Життєпис
Народився 14 серпня 1913 року у місті Апостолове (Дніпропетровська область). У 1937—1940 роках навчався на біологічному факультеті Дніпропетровського університету. Згодом працював вчителем. Брав участь у війні. У 1946—1949 роках навчався в аспірантурі Інституту зоології АН УРСР (Київ), після чого залишився працювати в цій установі і відтоді жив у Києві. У 1949 році захистив кандидатську дисертацію на тему «Фауна, экология и хозяйственное значение рукокрылых Закарпатской области» (науковий керівник П. О. Свириденко).
Дружина — Клавдія Миколаївна (1925 року народження), мали трьох дочок: Тетяну, Наталію і Галину (1944, 1950 і 1952 років народження).

## Деякі найважливіші наукові праці

### Книжки
- Абелєнцев В. І., Підоплічко І. Г., Попов Б. М. Фауна України. Том 1. Ссавці. Вип. 1. Загальна характеристика ссавців. Комахоїдні, кажани. — Київ: Вид-во АН УРСР, 1956. — 448 с.
- Абелєнцев В. І. Фауна України. Том 1. Ссавці. Вип. 3. Куницеві. — Київ: Наукова думка, 1968. — 278 с.
- Червона книга Української РСР. — Київ: Наукова думка, 1980. — 499 с. (у складі колективу авторів)

### Статті
- Абеленцев В. И. О летучих мышах Закарпатской и других западных областей УССР // Наукові записки Київського державного університету. 1950. Том 9. С. 59–74.
- Абеленцев В. И. Распределение грызунов в полезащитных лесонасаждениях и на межполосных полях травопольного севооборота степной части УССР // Труды Института зоологии АН УССР. Киев, 1951. Том 6. С. 78–93.
- Абелєнцев В. І., Рудишин М. П. До екології сірого хом'ячка на Україні // Наукові записки Науково-природознавчого музею АН УРСР . Київ: Вид-во АН УРСР, 1960. Том 8. С. 104—119.
- Абеленцев В. И., Самош В. М., Модин Г. В. Современное состояние поселений байбака и опыт его реакклиматизации на Украине // Труды Среднеазиатского научно-исследовательского противочумного института. Алма-Ата, 1961. Том 7. С. 309—320.
- Абеленцев В. И. О находке вечерницы малой в Закарпатской области УССР [Архівовано 30 грудня 2018 у Wayback Machine.] // Вестник зоологии. — 1967. — 3. — С. 70-71.
- Абеленцев В. И. О новой находке куторы малой на Украине [Архівовано 30 грудня 2018 у Wayback Machine.] // Вестник зоологии. — 1967. — 4. — С. 65-68.
- Абеленцев В. И. Состояние популяции выхухоли и задачи охраны её на Украине // Изучение ресурсов наземных позвоночных фауны Украины. Киев: Наукова думка, 1969. С. 6–10.
- Абеленцев В. И., Колюшев И. И., Крочко Ю. И., Татаринов К. А. Итоги кольцевания рукокрылых в Украинской ССР за 1939—1967 гг. Сообщение I [Архівовано 30 грудня 2018 у Wayback Machine.] // Вестник зоологии. — 1968. — 6. — С. 59-64.
- Абеленцев В. И., Колюшев И. И., Крочко Ю. И., Татаринов К. А. Итоги кольцевания рукокрылых в Украинской ССР за 1939—1967 гг. Сообщение II [Архівовано 30 грудня 2018 у Wayback Machine.] // Вестник зоологии. — 1969. — 2. — С. 20-24.
- Абеленцев В. И., Колюшев И. И., Крочко Ю. И., Татаринов К. А. Итоги кольцевания рукокрылых в Украинской ССР за 1939—1967 гг. Сообщение III [Архівовано 30 грудня 2018 у Wayback Machine.] // Вестник зоологии. — 1970. — 1. — С. 61-65.
- Абеленцев В. И. Байбак на Украине // Фауна и экология грызунов. Москва, 1971. Вып. 10. С. 217—233.
- Абеленцев В. И. Байбак (Marmota bobac Miill., 1776) на Украине [Архівовано 30 грудня 2018 у Wayback Machine.] // Вестник зоологии. — 1975. — 1. — С. 3-8.
- Абеленцев В. И., Шевченко Л. С. Научные основы восстановления запасов зайца-русака на Украине и их эксплуатация [Архівовано 30 грудня 2018 у Wayback Machine.] // Вестник зоологии. — 1975. — 5. — С. 17-21.
- Пилявский Б. Р., Абеленцев В. И. О находке меланиста лесной сони Dyromys nitedula Pall. (Mammalia, Rodentia) [Архівовано 30 грудня 2018 у Wayback Machine.] // Вестник зоологии. — 1979. — 4. — С. 74-75.

## Визнання
- Василю Абелєнцеву присвячено спеціальну повновагому статтю у журналі Українського теріологічного товариства НАН України з описом і аналізом його здобутків (Праці Теріологічної Школи, 2017 рік, том 15: див. джерела);
- планшет з портретом Василя Ісаковича і стислою анотацією його здобутків увійшов до Галереї визначних зоологів України, поновленої восени 2019 року з приводу 100-річчя з дня заснування Зоологічного музею УАН, що розміщена на сходах Національного науково-природничого музею НАН України;
- індекс Гірша за версією Google Scholar восени 2019 року досяг величини h = 10 (див. джерела); монографія "Фауна України. Загальна характеристика ссавців. Комахоїдні, кажани" (1956) досягла одного з найбільших серед монографічних зоологічних видань в Україні значень числа цитувань: 123 на 3.10.2019 за версією  Google Scholar (див. джерела).